# Bürgermeisterei Oedekoven
Die Bürgermeisterei Oedekoven (historisch auch Bürgermeisterei Ödekoven) war eine von zunächst neun preußischen Bürgermeistereien, in welche sich der 1816 gebildete Kreis Bonn (später Landkreis Bonn) im Regierungsbezirk Köln verwaltungsmäßig gliederte. 1822 kam die Bürgermeisterei zur damals neu gebildeten Rheinprovinz. Der Bürgermeisterei unterstanden sieben Gemeinden. 1927 wurde die Bürgermeisterei in Amt  Oedekoven umbenannt. 1937 wurde das Amt Oedekoven aufgelöst und die Gemeinden dem Amt Duisdorf zugeordnet. Die zugehörigen Gemeinden bestanden bis zur kommunalen Neugliederung des Raumes Bonn im Jahre 1969.

## Gemeinden und zugehörige Ortschaften
Zur Bürgermeisterei Oedekoven gehörten folgende Gemeinden und Ortschaften (Stand 1888; heutige Schreibweise):
- Alfter mit den Dörfern Birrekoven und Olsdorf sowie dem Wohnplatz Buchholz
- Buschdorf
- Gielsdorf
- Impekoven mit den Weilern Nettekoven und Rammelskirchen
- Lessenich mit Meßdorf
- Oedekoven mit der Bels Mühle und der Faßbenders Mühle sowie den Wohnplätzen „An der Barriere“ und „Cellulosefabrik“
- Witterschlick mit den Dörfern Heidgen und Volmershoven

## Geschichte
Das Verwaltungsgebiet der Bürgermeisterei Oedekoven war bis zum Ende des 18. Jahrhunderts Teil des Oberamtes Bonn im Kurfürstentum Köln. Von 1798 bis 1814 gehörte es zu Frankreich. Oedekoven war in der Zeit Sitz einer Mairie, die zum Kanton Bonn externe im Arrondissement de Bonn des Rhein-Mosel-Départements gehörte. Das Verwaltungsgebiet der Mairie Oedekoven war identisch mit dem der späteren preußischen Bürgermeisterei.
Aufgrund der Beschlüsse auf dem Wiener Kongress wurde 1815 das Rheinland dem Königreich Preußen zugeordnet. Unter der preußischen Verwaltung wurden 1816 Regierungsbezirke und Kreise gebildet, während linksrheinisch in der Regel die Verwaltungsbezirke der französischen Mairies vorerst beibehalten wurden. Die Bürgermeisterei Oedekoven gehörte zum Kreis Bonn im Regierungsbezirk Köln. 1822 kam der Kreis Bonn und damit die Bürgermeisterei Oedekoven zur damals neu gebildeten Rheinprovinz.
1927 wurde die Bürgermeisterei so wie alle Landbürgermeistereien in der Rheinprovinz in „Amt Oedekoven“ umbenannt. 1934 erfolgte eine Zusammenlegung der Dienststellen der Ämter Oedekoven und Duisdorf, 1937 wurde das Amt Oedekoven aufgelöst und die Gemeinden dem Amt Duisdorf zugeordnet.
Im Rahmen der kommunalen Neugliederung des Raumes Bonn (Bonn-Gesetz) entstand 1969 aus den ursprünglich der Bürgermeisterei Oedekoven zugehörenden Gemeinden die heutige Gemeinde Alfter im Rhein-Sieg-Kreis. Die Gemeinden Buschdorf und Lessenich wurden gleichzeitig der neuen Stadt Bonn zugeordnet.

## Statistiken
Nach der „Topographisch-Statistischen Beschreibung der Königlich Preußischen Rheinprovinz“ aus dem Jahr 1830 gehörten zur Bürgermeisterei Oedekoven sieben Dörfer, sieben Weiler und sechs Mühlen. Der Bevölkerung standen zehn Kirchen, Bethäuser und Kapellen zur Verfügung, weiterhin gab es sechs öffentliche Gebäude und 612 Wohnhäuser. Im Jahr 1816 wurden in den sieben Gemeinden insgesamt 2.503 Einwohner gezählt, 1828 waren es 3.020 Einwohner darunter 1.439 männliche und 1.581 weibliche; 2.992 Einwohner gehörten dem katholischen und 28 dem jüdischen Glauben an. Zu Impekoven wurde angemerkt, dass dort Weinbau betrieben wurde, der gewonnene Wein wurde als „mittelmäßig“ bezeichnet.
Weitere Details entstammen dem „Gemeindelexikon für das Königreich Preußen“ aus dem Jahr 1888, das auf den Ergebnissen der Volkszählung vom 1. Dezember 1885 basiert. Im Verwaltungsgebiet der Bürgermeisterei Oedekoven lebten insgesamt 4.613 Einwohner in 886 Häusern; 2.319 der Einwohner waren männlich und 2.294 weiblich. Bezüglich der Religionszugehörigkeit waren 4.585 katholisch und 20 evangelisch; die 18 jüdischen Einwohner lebten in der Gemeinde Alfter.
1885 betrug die Gesamtfläche der sieben zur Bürgermeisterei gehörigen Gemeinden 4.002 Hektar, davon waren 2.093 Hektar Ackerland, 83 Hektar Wiesen und 1.634 Hektar Wald.